# HD 197249
HD 197249，又名BD+17 4382，SAO 106396、HR 7923，是一颗恒星，视星等为6.22，位于銀經62，銀緯-14.85，其B1900.0坐标为赤經20h 37m 22.6s，赤緯+17° -14.85′ 47″。